# Великоборское водохранилище
Великоборское (бел. Вялікаборскае) — наливное водохранилище в Хойникском районе Гомельской области Беларуси в 14 км на север от города Хойники у деревни Великий Бор. Площадь водного зеркала — 2,7 км². Средняя глубина — 3,3 м, максимальная достигает 13 м.
Расположено между населёнными пунктами Великий Бор, Избынь, Осов, Партизанская, Хвойная Поляна.
Образовано в 1986 году. Расстояние от устья р. Вить до гидроузла — 51,5 км.
Вид регулирования — сезонное.
Используется для орошения сельскохозяйственных угодий и рыбоводства. Относится к окунево-плотвичному типу.

## Ссылка
- Великоборское водохранилище на карте. mapcarta.com. Дата обращения: 13 июля 2025..
- Справочник «Водные объекты Республики Беларусь». ecoportal.gov.by. Дата обращения: 13 июля 2025..
- Пляж, расположенный на берегу Великоборского водохранилища. hoiniki.gov.by. Дата обращения: 13 июля 2025..